# 京丹後市立郷土資料館
京丹後市立郷土資料館（きょうたんごしりつきょうどしりょうかん）は京都府京丹後市網野町郷55番地にある郷土資料館。2017年（平成29年）までは1977年（昭和52年）に廃校となった網野町立木津小学校の校舎を資料館として利用していた。2018年に施設の老朽化のため京丹後市立郷小学校跡地（2014年（平成26年）廃校、網野町郷）に移転した。

## 沿革

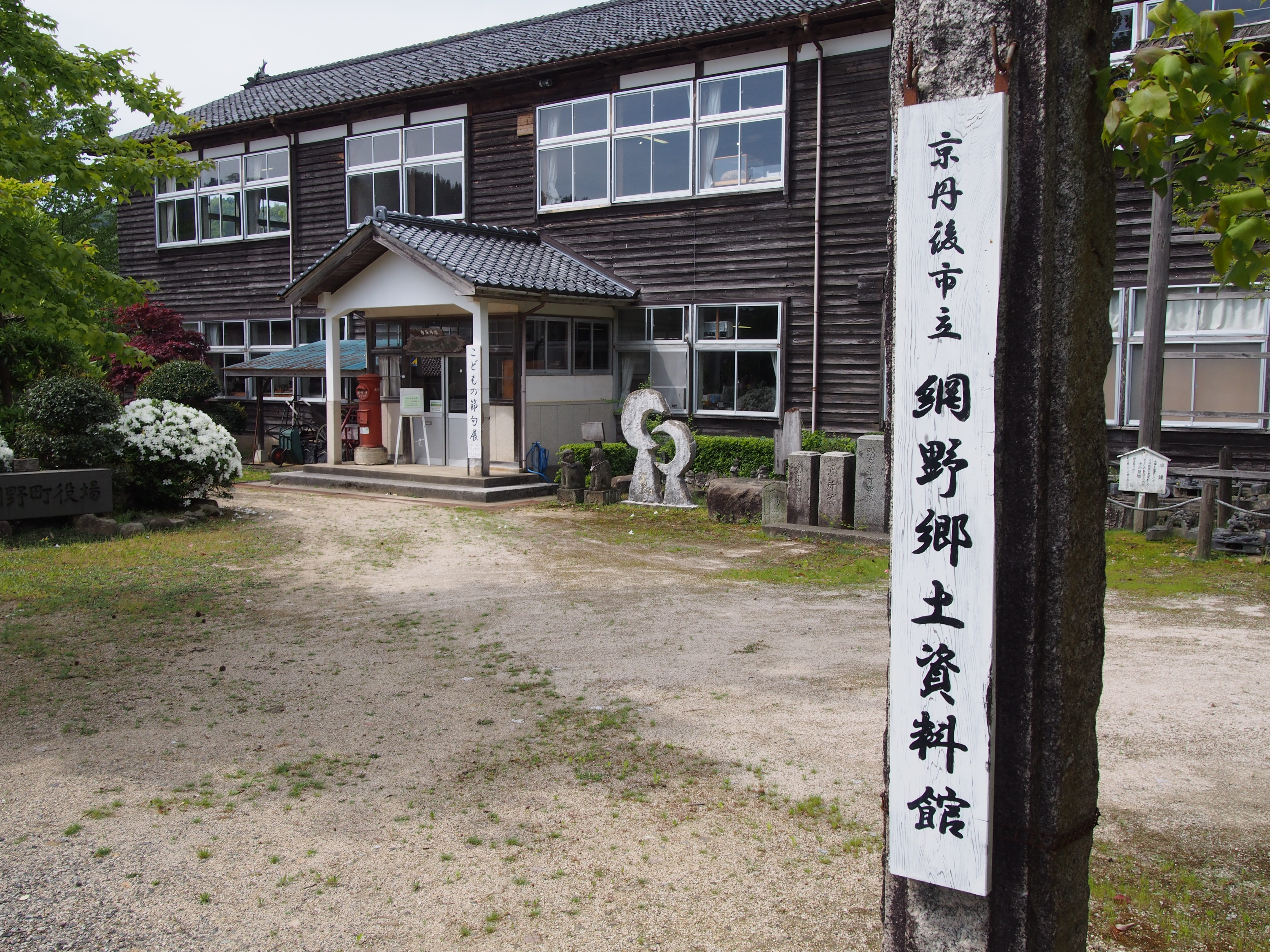
京丹後市立網野郷土資料館（2014年5月4日撮影）

- 1947年（昭和22年） - 前身となる「木津小学校民俗資料室」を開設。当時より木津公民館では民俗資料を収集しており、網野町立木津小学校の1室を民俗資料として保存する。
- 1977年（昭和52年） - 「網野町郷土資料館」開館。木津小学校が学校の統廃合により廃校となったため、校舎を資料館として開館。
- 2004年（平成16年） - 丹後6町が合併し京丹後市となったため、館名が「京丹後市立網野郷土資料館」となる。
- 2017年（平成29年）7月29日 - 京丹後市立郷小学校跡地（網野町郷）への移転のため、この日をもって休館。
- 2018年4月 - 「京丹後市立郷土資料館」として開館。

## 施設概要
- 所在地：京都府京丹後市網野町郷55番地
- 開館日時 毎週火曜日・木曜日・土曜日 午前9時30分〜午後4時（但し年末年始は休館）

## 入場料金
- 大人：200円
- 小・中学生：100円

（共に団体割引あり）

## アクセス
- 京都丹後鉄道宮豊線網野駅から徒歩約35分
- 丹後海陸交通 「郷」バス停から徒歩約1分

## 展示内容
- 織機
- 農耕具
- 民具
- 古書籍 - 明治から大正にかけて使用された教科書など。
- 土器 - 日本海側で一番大きい前方後円墳である銚子山古墳などからの出土品を展示している。

ほか